# Portret van Mademoiselle Suzanne Poirson
Het Portret van Mademoiselle Suzanne Poirson (Engels: Portrait of Mademoiselle Suzanne Poirson) is een schilderij uit 1884 van John Singer Sargent, een van de belangrijkste portrettisten van de beau monde van Parijs op dat moment. Het bevindt zich in privébezit.

## Schilderij
Suzanne Poirson (1871-1926) was de dochter van Paul Poirson en Seymourina Cuthbertson (de natuurlijke dochter van de 4e markies van Hertford (1800-1870) en Madame Oger). Zij trouwde in  1891 met Pierre Girod. Ze was het petekind van sir Richard Wallace, natuurlijke zoon van haar grootvader Seymour-Conway die de naam gaf aan de Wallace Collection.
Haar vader bezat een studio aan 41, boulevard Berthier die in 1883 door de schilder werd betrokken. Volgens familieoverlevering zou het portret, net als dat van het in 1885 geschilderde Portret van Madame Paul Poirson, haar moeder, als 'huurgeld' zijn geschilderd maar daar zijn geen bewijzen van gevonden.
Suzanne Poirson werd ook geschilderd door Jacques-Émile Blanche (1861-1942), met haar paard in het Bois de Boulogne.

## Herkomst
Het portret was eigendom van de ouders van de voorgestelde en vererfde aan Suzanne Poilson en vervolgens op haar dochter Mme. Philippe Cruse. Die laatste verkocht het in 1985 bij Christie's, New York. Sindsdien bevindt het zich in een andere particuliere collectie.
Ralph Curtis op het strand in Scheveningen (1880) · Portret van Madame X (1884) · Portret van Mademoiselle Suzanne Poirson (1884) · Portret van Madame Paul Poirson (1885) · Anjer, lelie, lelie, roos (1886) · Portret van Isabella Stewart Gardner (1888) · Portret van Léon Delafosse (1893-1899) · Nonchaloir (1911)